# ایرج ایقانی
ایرج ایقانی (درگذشته تیر ۱۳۹۲) نوازنده آکاردئون وی ۴۰ سال پیش آهنگ به یادمانی لب کارون را به خوانندگی آغاسی اجرا نمود. ایرج ایقانی آهنگ‌های از کلاسیک تا اجرای ربع پرده‌های عربی را استادانه می‌نواخت وی بهترین نوازنده آکاردئون ایران در کنار عارف ابراهیم پور و بیژن داداشی بود. وی تیر ۱۳۹۲ در سن هفتاد و یک سالگی درگذشت. ایرج بهائی بود و اجازه دفن شدن در قطعه هنرمندان بهشت زهرا را نداشت. وی صبح روز ۱۷ تیر در گورستان بهائیان تهران (خاوران) به خاک سپرده شد.